# خيرمان داريو رودريغيز
خيرمان داريو رودريغيز (بالإسبانية: Germán Darío Rodríguez)‏ (25 يناير 1968 ببوينس آيرس في الأرجنتين - ) هو لاعب كرة قدم أرجنتيني في مركز الوسط. لعب مع لخ بوزنان.

## وصلات خارجية
- خيرمان داريو رودريغيز على موقع قاعدة بيانات كرة القدم.إي يو (الإنجليزية)